# Sumur Jaya
Sumur Jaya is een bestuurslaag in het regentschap West-Pesisir van de provincie Lampung, Indonesië. Sumur Jaya telt 1276 inwoners (volkstelling 2010).